# Nischnije Sergi
Nischnije Sergi (russisch Нижние Серги) ist eine Stadt in der Oblast Swerdlowsk (Russland) mit 10.336 Einwohnern (Stand 14. Oktober 2010).

## Geografie
Die Stadt liegt an der Westflanke des Mittleren Urals, etwa 120 km südwestlich der Oblasthauptstadt Jekaterinburg an der Serga, einem rechten Nebenfluss der Ufa im Flusssystem der Kama.
Nischnije Sergi ist Verwaltungszentrum des gleichnamigen Rajons.
Die Stadt liegt an der 1916 eröffneten Eisenbahnstrecke Kalino (bei Tschussowoi) – Kusino – Berdjausch, der ehemaligen West-Ural-Eisenbahn (Западно-Уральская железная дорога/ Sapadno-Uralskaja schelesnaja doroga). Die Station der Stadt heißt Nischneserginskaja.

## Geschichte
Nischnije Sergi entstand 1743 im Zusammenhang mit der Errichtung des Eisenwerkes Nischneserginski Sawod (Unteres Serga-Werk, zur Unterscheidung vom Oberen Serga-Werk, Werchneserginski Sawod, heute Siedlung städtischen Typs Werchnije Sergi) und erhielt 1943 Stadtrecht. Die Bezeichnung Serga bedeutet in der Komi-Sprache etwa Marder-Fluss.

### Bevölkerungsentwicklung
| Jahr | Einwohner |
| ---- | --------- |
| 1939 | 12.985    |
| 1959 | 14.188    |
| 1970 | 14.457    |
| 1979 | 15.540    |
| 1989 | 14.938    |
| 2002 | 12.567    |
| 2010 | 10.336    |

Anmerkung: Volkszählungsdaten

## Kultur und Sehenswürdigkeiten
Nischnije Sergi ist einer der ältesten balneologischen Kurorte des Urals. Die Heilwässer des Ortes sind seit der ersten Hälfte des 18. Jahrhunderts bekannt und werden seit 1830 genutzt.
In der Umgebung des Ortes sind verschiedene Naturschönheiten zu finden (Berge, die Höhle Druschba, Eichenwälder).

## Wirtschaft
In Nischnije Sergi sind Werke für Metallwaren, Bohrgeräte und Landwirtschaftsgeräte sowie Holzwirtschaft ansässig.

## Persönlichkeiten
- Arkadi Dmitrijewitsch Schwezow (1892–1953), Konstrukteur von Flugzeugmotoren